# Юилл, Джексон
Дже́ксон Уи́льям Ю́илл (англ. Jackson William Yueill; 19 марта 1997, Блумингтон, Миннесота, США) — американский футболист, центральный полузащитник клуба «Сан-Хосе Эртквейкс». Выступал за сборную США.

## Карьера

### Университетский футбол
Во время обучения в Калифорнийском университете в Лос-Анджелесе в 2015—2016 годах Юилл играл за университетскую футбольную команду.

### Клубная карьера
Оставив университет после второго года обучения, 4 января 2017 года Юилл подписал контракт с MLS по программе Generation Adidas. На Супердрафте MLS, состоявшемся 13 января 2017 года, был выбран в первом раунде под шестым номером клубом «Сан-Хосе Эртквейкс».
В марте 2017 года он отправился в аренду в аффилированный с «Сан-Хосе» клуб USL «Рино 1868». Его профессиональный дебют состоялся 25 марта 2017 года в матче «Рино 1868» против «Ориндж Каунти».
За «Сан-Хосе Эртквейкс» дебютировал 14 июня 2017 года в матче Открытого кубка США против клуба NASL «Сан-Франциско Делтас», в котором также забил свой первый гол в профессиональной карьере. Дебютировал в MLS 17 июня 2017 года в матче против «Спортинга Канзас-Сити», выйдя на замену во втором тайме.
13 апреля 2019 года в матче против «Хьюстон Динамо» забил свой первый гол в MLS.
7 октября 2020 года Юилл подписал новый многолетний контракт с «Сан-Хосе Эртквейкс».

### Международная карьера
Юилл привлекался в сборную США до 18 лет: в январе и апреле 2014 года вызывался в тренировочные лагеря, в августе 2014 года участвовал в турнире в Чехии, в декабре 2014 года сыграл в двух товарищеских матчах со сверстниками из Германии, в январе—феврале 2015 года участвовал в турнире в Мексике, в апреле 2015 года был вызван в тренировочный лагерь в Боснии и Герцеговине, в июле 2015 года участвовал в турнире в Калифорнии.
Юилл также привлекался в сборную США до 20 лет: в январе 2016 года был вызван в тренировочный лагерь в Майами, в марте 2016 года участвовал в Кубке Далласа, в июне—июле 2016 года участвовал в турнире в Коста-Рике.
19 марта 2019 года Юилл получил вызов в сборную США до 23 лет на товарищеские матчи со сборными Египта и Нидерландов: в матче с египтянами, состоявшемся 22 марта 2019 года, вышел на замену на второй тайм, в матче с голландцами, состоявшемся 24 марта 2019 года, вышел на замену в концовке. В июне 2019 года был вызван в тренировочный лагерь в Юте.
Свой первый вызов в главную сборную США Юилл получил 1 июня 2019 года в однонедельный тренировочный лагерь перед Золотым кубком КОНКАКАФ 2019, завершавшийся товарищеским матчем со сборной Ямайки. Среди вызванных игроков он был единственным, не значившимся в предварительной заявке сборной на Золотой кубок. В матче с Ямайкой, состоявшемся 5 июня 2019 года, он дебютировал за звёздно-полосатую дружину, выйдя в стартовом составе.
В составе сборной США до 23 лет Юилл принимал участие в Мужском олимпийском квалификационном турнире КОНКАКАФ 2020 в марте 2021 года. Был капитаном американцев на турнире. Забил два мяча в четырёх матчах и по итогам турнира был включён в символическую сборную.
Юилл был включён в состав сборной США на Золотой кубок КОНКАКАФ 2021.
Юилл был дозаявлен в состав сборной США на Золотой кубок КОНКАКАФ 2023 перед стадией плей-офф турнира вместо травмированного Алана Соньоры.

## Статистика выступлений

### Клубная статистика
| Выступление        | Выступление      | Выступление      | Лига | Лига | Плей-офф | Плей-офф | Кубок | Кубок | Континент. | Континент. | Итого | Итого |
| Клуб               | Лига             | Сезон            | Игры | Голы | Игры     | Голы     | Игры  | Голы  | Игры       | Голы       | Игры  | Голы  |
| ------------------ | ---------------- | ---------------- | ---- | ---- | -------- | -------- | ----- | ----- | ---------- | ---------- | ----- | ----- |
| Сан-Хосе Эртквейкс | MLS              | 2017             | 13   | 0    | 1        | 0        | 4     | 1     | —          | —          | 18    | 1     |
| Сан-Хосе Эртквейкс | MLS              | 2018             | 21   | 0    | —        | —        | 1     | 0     | —          | —          | 22    | 0     |
| Сан-Хосе Эртквейкс | MLS              | 2019             | 32   | 3    | —        | —        | 1     | 0     | —          | —          | 33    | 3     |
| Сан-Хосе Эртквейкс | MLS              | 2020             | 21   | 1    | 3        | 0        | —     | —     | —          | —          | 24    | 1     |
| Сан-Хосе Эртквейкс | MLS              | 2021             | 29   | 3    | —        | —        | —     | —     | —          | —          | 29    | 3     |
| Сан-Хосе Эртквейкс | MLS              | 2022             | 31   | 4    | —        | —        | 2     | 0     | —          | —          | 33    | 4     |
| Сан-Хосе Эртквейкс | MLS              | 2023             | 31   | 1    | 1        | 0        | 1     | 0     | 2          | 0          | 35    | 1     |
| Сан-Хосе Эртквейкс | Итого            | Итого            | 178  | 12   | 5        | 0        | 9     | 1     | 2          | 0          | 194   | 13    |
| Рино 1868 (аренда) | USL              | 2017             | 6    | 0    | —        | —        | —     | —     | —          | —          | 6     | 0     |
| Рино 1868 (аренда) | USL              | 2018             | 1    | 0    | —        | —        | —     | —     | —          | —          | 1     | 0     |
| Рино 1868 (аренда) | Итого            | Итого            | 7    | 0    | —        | —        | —     | —     | —          | —          | 7     | 0     |
| Всего за карьеру   | Всего за карьеру | Всего за карьеру | 185  | 12   | 5        | 0        | 9     | 1     | 2          | 0          | 201   | 13    |

### Международная статистика
| Команда | Год   | Игры | Голы |
| ------- | ----- | ---- | ---- |
| США     |       |      |      |
| 2019    | 6     | 0    |      |
| 2020    | 2     | 0    |      |
| 2021    | 8     | 0    |      |
| Всего   | Всего | 16   | 0    |

## Достижения
Сборная США
- Обладатель Золотого кубка КОНКАКАФ: 2021
- Победитель Лиги наций КОНКАКАФ: 2019/20[54]